# Huadan
Huadan är en socken i Kina. Den ligger i provinsen Sichuan, i den sydvästra delen av landet, omkring 430 kilometer söder om provinshuvudstaden Chengdu. Antalet invånare är 11 055. Befolkningen består av 5 511 kvinnor och 5 544 män. Barn under 15 år utgör 21,0 %, vuxna 15-64 år 67 %, och äldre över 65 år 10,0 %.
Genomsnittlig årsnederbörd är 1 047 millimeter. Den regnigaste månaden är juli, med i genomsnitt 266 mm nederbörd, och den torraste är januari, med 4 mm nederbörd.